# Englerina triplinervia
Englerina triplinervia là một loài thực vật có hoa trong họ Loranthaceae. Loài này được (Baker & Sprague) Polhill & Wiens mô tả khoa học đầu tiên năm 1992.